# Sipoldas
Sipoldas is een bestuurslaag in het regentschap Simalungun van de provincie Noord-Sumatra, Indonesië. Sipoldas telt 945 inwoners (volkstelling 2010).